# マッド★ブル34
『マッド★ブル34』（マッド ブル サーティフォー）は、小池一夫原作・井上紀良作画による日本の漫画。

## 概要
ニューヨーク市警察第34分署管内（マンハッタン区ワシントンハイツ）で起こる事件と、破天荒な警官「マッドブル」および同僚達の犯罪取り締まりを描いた作品。
1986年から1991年にかけて集英社の『週刊ヤングジャンプ』にて連載された。単行本は全27巻。
OVA化され、1990年12月から1992年8月にかけて全4巻がリリースされた。
1999年からはMANGAオールマンにてリブート版の『マッド・ブル2000』が2001年まで連載された。こちらの単行本は全７巻。

## あらすじ
ニューヨーク市警察学校を卒業したNYPDの新米警官である“エディ”ダイザブロー・バンが赴任したのは、マンハッタンの中でも犯罪発生率が最も高い34分署。そこで、ジョン・エスティースという黒人警官とコンビを組むことになる。友人達からは「スリーピー」の愛称で、犯罪者からは「マッドブル」との悪名で呼ばれていた彼は、物騒な言動が目立つ人物だった。彼は、些細な脅威であってもショットガンを撃ち、単なる泥棒を処刑することにも全く気兼ねを感じない。そのうえ彼は、娼婦たちから売上げをピンハネしたり、犯罪を取り締まる間にとんでもない破壊損害をしばしば街に与えていた。この警官らしからぬマッドブルの言動に、当初ダイザブローは彼とコンビを組むことに抵抗を感じていたが、捜査を続ける中で、二人の仲は変化していった。彼の行動は破天荒で違法行為もあったが、そこには正しい動機が常にある（例えば、スリーピーは娼婦たちからピンハネした金銭を、性病医院や婦女暴行を受けた女性の家庭のために使っていた）ことが分かったからだ。
やがて34分署の名コンビとして2人が活躍するようになった頃、新たに女刑事のベリンが加わり、彼らはマフィア組織や薬物乱用を含むさらに困難な事件に立ち向かうのであった。

## 登場人物
声はOVA版のキャスト。
スリーピー
声：大塚明夫
本名：ジョン・エスティース
本作の主人公の一人であるプエルトリカンの黒人警官。巨躯と物騒な言動から「マッド・ブル」の異名を持つ。警官にして街の暗黒街を仕切るボスでもあり、常に殺し屋から命を狙われている。殺し屋にも常に狙われている立場だが、あらゆる武装で撃退し、闇の組織だけでなく警察・国からも忌み嫌われ恐れられる存在。法を自分に都合よく解釈し、悪党には法律無視で殺害するが、弱者には限りなく優しい。
スリーピーは14歳の時、ギャング達によって家族を殺害されており、その経緯から、彼は全てのギャング首領を殺して組織犯罪を壊滅するという使命を抱いている。

ダイザブロー・エディ・伴
声：松本保典
本作のもう主人公の一人である新人警官。名前の通り日系アメリカ人（何世かは不明）。とにかく生真面目で、すぐに法律を破るスリーピーに辟易していたが行動を共にするうちに彼に賛同、相棒となる。小柄で体力的には頼りないが精神面では屈強。童貞で純情。
漫画の初期では、主に物語の救済役として使われていたが、徐々に彼の言動は破天荒になっていく（むしろ救済役がスリーピーになる）。途中から加わる女刑事のベリンと恋仲になり、いくつかの事件の後に結婚するも死別する。

ベリン
声：高島雅羅
110分署（管轄はクイーンズ区北部）から来た女刑事。フルネームはベリン・バレイ。
スリーピー・ダイザブローとトリオを組み、より困難ないくつかの任務で2人を助ける。さまざまな事件をへてダイザブローと恋人関係になり、結婚に至る。最初はスリーピーの仕組んだ計画で、重傷のダイザブローを昏睡状態から目覚めさせようとしての「結婚する」発言。後に、カウボーイ暗殺の事件を経て結婚に至る。しかしある事件で死別。

ニコル
声：千田光男
通称「電気屋ニコル」電気関係を得意とする殺し屋。帽子に組み込んだ銃から猫に縛りつけたショットガンまで、奇妙ながら人を殺せる装置を開発している。普段はホームレス状態。スリーピーを殺すことを信条としており、なにかと命を狙うが逆に他人がスリーピーを狙った時は彼に情報を流すという共生関係。甘い物が大好きなうえ、重度の糖尿病を患っており、殺しのターゲットにはその糖尿をぶっかけて予告するという癖がある。

署長
声：石森達幸
本名：スナミ
34分署長。事なかれ主義で、トラブルメーカーのスリーピーを毛嫌いし、「死んじまえ」と口走っているが、ここぞという時は部下を守る根性を見せる。
ロットハイム
声：大滝進矢
ブラックタトゥ
声：青森伸

ジャッキー
声：松井菜桜子
エドワーズ
声：笹岡繁蔵
ボビーウォン
声：鈴置洋孝
シンディ
声：勝生真沙子

## OVA
1990年から1992年にかけて、50分間のOVAが4巻リリースされている。内容は同漫画の中から4つの物語が選択されたもの。米国ではライセンスの紆余曲折を得て2013年にDiscotek Mediaからのリリースとなった。なお、エンディングテーマはジェームス・ブラウンの作曲演奏となっている。

### キャスト
- スリーピー：大塚明夫
- ダイザブロー：松本保典
- リリィ：小林優子
- ナンシームア：横尾まり
- ブラックタトゥ：青森伸
- ロットハイム：大滝進矢
- アレン署長：石森達幸
- ジョニー：吉村よう
- 受付嬢：井上喜久子
- ドクター：稲葉実
- 娼婦A：色川京子
- 犯人B：古田信幸
- 少女：中沢やよい
- ナレーション：小林修

### スタッフ
- 監督：出﨑哲
- 原作：小池一夫（作）、井上紀良（画）（集英社・週刊ヤングジャンプ連載）
- 製作：渡邊浩志、丸山寿敏、出崎哲
- 企画：中野和雄、久米憲司、松崎義之
- 協力：集英社 週刊ヤングジャンプ編集部
- キャラクターデザイン・作画監督：清水恵蔵
- 脚本：今泉俊昭[1]、小出一巳[2・3・4]
- 絵コンテ ：棚橋一徳、滝沢敏文、冨永恒雄
- 演出：棚橋一徳[1]、冨永恒雄[2]、上田芳裕[3・4]
- 作監協力：池田裕治、水畑健二
- 美術監督：池信孝
- 色彩設計：田崎有理、山脇秀隆、村上芳枝、後藤忠章、伊藤弘子
- 色指定：山脇美月
- 撮影監督：岡崎英夫
- 特殊効果：熊井芳貴、島田隆久
- 編集：井上編集室、薩川昭夫
- タイトル：マキ・プロ
- 現像：東京現像所
- 主題歌：TIME TO GET BUSY by JAMES BROWN
- 音楽：CURIO、JOHN MICHAEL
- 音楽プロデューサー：福本政雄
- 音楽制作：ポニーキャニオン
- 音響監督：清水勝則
- 効果：加藤昭二
- 調整：成清量
- 音楽：キューリオ、ジョン・マイケル
- アニメーション制作：マジックバス
- 製作：集英社、ポニーキャニオン、マジックバス

### 映像ソフト
- 『マッド★ブル34 HIT and RAPE』 1990年12月21日発売 VHS:PCVP-30425
- 『マッド★ブル34 PART II MANHATTAN CONNECTION』 1991年8月21日発売 VHS:PCVP-30601
- 『マッド★ブル34 PART III CHARGING JACKIE』 1992年2月21日発売 VHS:PCVP-30764
- 『マッド★ブル34 PART IV GOOD-BY SLEEPY』 1992年8月21日発売 VHS:PCVP-30894